# Transvenção
Transvenção, em Ciências Sociais,  é um conceito que trata da relação da sociedade com os espaços públicos onde ela circula, a cidade e suas instituições. Inicialmente proposto como uma atualização do termo intervenção, uma ação de transvenção tem como ética a  colaboratividade. A subjetividade contemporânea desponta novas atitudes que se menifestam com características de hiperconectividade, interações abertas e permeabilidade em rede. Não exixte necessariamente um alvo, ou uma autoridade a ser combatida. A ação expressa não vai contra um status quo específico, ela pretende muito mais abrir oportunidades para desdobramentos e novos sentidos. Nessa onda de reinvenção a transvenção surge como uma possibilidade de conceito, a proposta é abrir diálogos e criar zonas de intereção sem verdades absolutas, mas com transversalidade de participação, acesso e entendimento.
A primeira citação do termo foi feita por Danichi Hausen Mizoguchi no congresso Corpocidade, em Salvador (BA) no segundo semestre de 2008. Algum tempo depois, em conversa com o Psicólogo e Artista, Daniel Muller Caminha, o conceito foi colocado em prática no projeto Estante Pública  —  proposto pela Nomade Ind. (na época formado por Aron Krause Litvin, Bianca Martinez, Daniel Muller Caminha, Danilo Christidis e Lucia Green) em Porto Alegre, onde uma estrutura metálica inutilizada nos abrigos de ônibus foi transformada em estantes para o compartilhamento livre de materiais. O projeto tinha como objetivo estudar a prática da transvenção, com esse propósito foi contemplado com o Prêmio de Estímulo a Criação e Crítica em Artes Visuais, concedido pela Fundação Nacional de Artes.. Após isso o conceito vem inspirando outros movimentos, que baseiam sua atividade em práticas colaborativas e abertas, como por exemplo o TransvençãoLAB .